# 佐久間悟
佐久間 悟（さくま さとる、1963年7月7日 - ）は、東京都出身の元サッカー選手、サッカー指導者。現役時代のポジションはディフェンダー（DF）。現在はJリーグ・ヴァンフォーレ甲府の代表取締役、ゼネラルマネージャー。

## 来歴

### 選手時代
城西大川越高校では高校選手権の埼玉県予選でベスト8に進出。駒澤大学に進学し、4年次にはチームの主将を務める。大学卒業後NTTに入社、大宮アルディージャの母体となるNTT関東サッカー部でプレーし、2年目に副主将、3年目からは主将を務めた。

### 留学・大宮時代
引退後はNTT関東と大宮で指導者としてのキャリアを経験してフロント入り。1995年にはドイツやオランダに留学し、リヌス・ミケルスの考案した指導者養成プログラム「ダッチ・ビジョン」に触れ、大きな影響を受けた。帰国後はコーチとプロ化準備室員を兼任し、2003年にS級ライセンスを取得。2004年に強化部長に就任、2006年からは強化・育成部長となった。2007年、退任した三浦俊也監督に代えてロバート・ファーベークを招聘するもチームは前半戦終了時16位と低迷。自ら指揮をとることとなった。立場としてはNTT東日本からの出向の身であり、異例のサラリーマン監督であった。就任時に掲げた残り16試合で8勝・勝ち点40到達という見通しには届かなかったものの、2007年シーズンを終了して15位と辛うじてJ1残留に成功、12月6日をもって監督を退任した。成績は5勝7敗4分。翌2008年もテクニカルディレクターとしてクラブに残ったが、9月17日をもって退団した。

### 甲府時代
退団から2週間後の10月1日、ヴァンフォーレ甲府のGMに就任。この年低迷した原因を分析し、改造に着手。長年甲府が行っていた独自セレクションの廃止や得点力不足に陥っていたFW陣の入れ替え、手薄だった守備陣の補強を積極的に行なう。その結果、2009年は終始昇格争いを繰り広げ4位に入り、さらに2010年には2位となり、チームは4年ぶりにJ1へ昇格した。2011年8月、成績不振により解任された三浦俊也の後任としてGM兼任で監督に就任したが、最後まで調子は取り戻せずチームは1年でJ2に降格。2012年は城福浩が監督に就任し、佐久間は再びGM専任となったが、チームはこの年J2優勝を果たして1年でJ1に復帰し、2013年・2014年も城福体制で2年連続でJ1残留に成功した。
2015年は樋口靖洋が監督に就任したが、1stステージ第5節で最下位に転落すると最下位から脱出できないまま、第11節終了後に樋口が解任され、大宮時代を含めて3度目のシーズン途中での監督就任となった（GM兼任）。監督就任後は、11試合で20失点と崩壊していた守備を立て直し、1stステージの残り6試合を4勝2分けと負けなしで終えて12位で1stステージを終えると、2ndステージはやや失速したものの、年間13位で3年連続で残留に成功した。
2016年はGMと監督を兼任し、初めてシーズン当初から指揮を執ることとなる（佐久間は前年柏レイソルの監督を務めた吉田達磨を監督に招聘することを考えていたが、この年はリーグ戦の開始が早く、チームを構築する時間が短くなるため断念したと話している）。3月29日にはクラブ副社長も兼務することが発表され、3足のわらじを履くこととなった。この年は主力の故障と移籍が続出したのが響いて最終節まで残留争いから抜け出せず、11月3日の最終節も敗れたが、他会場の結果により年間14位で4年連続の残留に成功した。試合終了後の会見で「来年は新しい監督に委ねることとなる」と、監督職は2016年限りで退任することを発表した。11月15日に、監督に前年も招聘が検討された吉田達磨が就任し、佐久間は副社長とGMの兼務になることが発表されている。
2021年3月、ヴァンフォーレ甲府を運営するヴァンフォーレ山梨スポーツクラブの社長に就任した。

## 人物
- 同年生まれの三浦俊也（元・大宮、札幌監督）とは駒澤大学の同期。2004年には強化部長となる佐久間の進言により三浦の2度目の大宮監督就任が実現し、J1昇格を果たした。2011年に三浦が甲府の監督に就任したことから、5年ぶりにタッグを組むことになった。しかし成績はふるわず、三浦の後任として自身が監督を務めることになった。
- 甲府のGMとしては予算の制約がある中で実績を残しており、甲府の社長として経営再建に尽力した海野一幸は「僕の一番の手柄は佐久間を招聘したこと」と信頼が厚く、2011年に佐久間がJ2降格の責任を取って辞意を伝えたところ「負けたまま逃げるのか」「佐久間が辞めるなら僕も辞める」と慰留に努めた。
- 監督としては降格圏時に就任した2007年と2015年に残留に成功したことから一定の評価がある一方でサッカーダイジェスト（の担当記者だった渡辺功）は佐久間に厳しく、2015年樋口に代わり監督に就任した時は「（11年監督時代の）不可解な采配や言動を振り返ると、正直（樋口を解任した）今回の選択には、首を傾げたくなる」と批判され（但し就任後降格圏を脱出し、残留している）[6]、またからくも残留を決めた2016年オフでは「全部口に出さないと気が済まない」という性格で、途中で練習を止めて口頭説明をし続けた結果現場から「集中力が切れる」「口頭説明中に体が冷えてしまい、それが怪我人の多さの原因になっている」と指摘されている[7]。

## 所属クラブ
- 城西大学付属川越高等学校
- 駒澤大学
- - 1991年  NTT関東サッカー部

## 個人成績
| 国内大会個人成績 | 国内大会個人成績 | 国内大会個人成績 | 国内大会個人成績 | 国内大会個人成績             | 国内大会個人成績 | 国内大会個人成績 | 国内大会個人成績  | 国内大会個人成績 | 国内大会個人成績 | 国内大会個人成績 | 国内大会個人成績 |
| 年度             | クラブ           | 背番号           | リーグ           | リーグ戦                     | リーグ戦         | リーグ杯         | リーグ杯          | オープン杯       | オープン杯       | 期間通算         | 期間通算         |
| 年度             | クラブ           | 背番号           | リーグ           | 出場                         | 得点             | 出場             | 得点              | 出場             | 得点             | 出場             | 得点             |
| 日本             | 日本             | 日本             | 日本             | リーグ戦                     | リーグ戦         | JSL杯            | JSL杯             | 天皇杯           | 天皇杯           | 期間通算         | 期間通算         |
| ---------------- | ---------------- | ---------------- | ---------------- | ---------------------------- | ---------------- | ---------------- | ----------------- | ---------------- | ---------------- | ---------------- | ---------------- |
| 1986             | NTT関東          |                  | 関東             |                              |                  |                  |                   |                  |                  |                  |                  |
| 1987             | NTT関東          | 17               | JSL2部           | 27                           | 0                | 1                | 0                 |                  |                  |                  |                  |
| 1988-89          | NTT関東          | 17               | JSL2部           | 25                           | 0                | 2                | 0                 |                  |                  |                  |                  |
| 1989-90          | NTT関東          | 17               | JSL2部           | 25                           | 0                | 1                | 0                 |                  |                  |                  |                  |
| 1990-91          | NTT関東          | 17               | JSL2部           | 0                            | 0                | 2                | 0                 |                  |                  |                  |                  |
| 通算             | 日本             | 日本             | JSL2部           | 77                           | 0                | 6                | 0\|\|\|\|\|\|\|\| |                  |                  |                  |                  |
| 通算             | 日本             | 日本             | 関東             | \|\|\|\|\|\|\|\|\|\|\|\|\|\| |                  |                  |                   |                  |                  |                  |                  |
| 総通算           | 総通算           | 総通算           | 総通算           | \|\|\|\|\|\|\|\|\|\|\|\|\|\| |                  |                  |                   |                  |                  |                  |                  |

## 指導歴・経歴
- 1991年 - 1997年 NTT関東コーチ
- 1998年 - 2008年9月 大宮アルディージャ
  - 1998年 - 1999年 ユース監督
  - 1999年 コーチ（ユース監督兼務）
  - 2000年 - 2002年 ヘッドコーチ
  - 2007年8月 - 12月 監督
  - 2008年1月 - 9月 テクニカルディレクター
- 2008年10月 - ヴァンフォーレ甲府
  - 2008年10月 - 2011年8月 ゼネラルマネージャー
  - 2011年8月 - 2011年12月 監督 (GM兼務)
  - 2012年 - 2017年  ゼネラルマネージャー
  - 2015年5月 - 2016年 監督 (GM兼務)
  - 2016年 - 2017年 ヴァンフォーレ山梨スポーツクラブ副社長 (GM・監督兼務)
  - 2018年 - 代表取締役ゼネラルマネージャー

## 監督成績
| 年度   | クラブ | 所属   | リーグ戦 | リーグ戦 | リーグ戦 | リーグ戦 | リーグ戦 | リーグ戦 | カップ戦       | カップ戦  |
| 年度   | クラブ | 所属   | 順位     | 勝点     | 試合     | 勝       | 分       | 敗       | ナビスコ杯     | 天皇杯    |
| ------ | ------ | ------ | -------- | -------- | -------- | -------- | -------- | -------- | -------------- | --------- |
| 2007   | 大宮   | J1     | 15位     | 19       | 16       | 5        | 4        | 7        | -              | 4回戦敗退 |
| 2011   | 甲府   | J1     | 16位     | 16       | 14       | 5        | 1        | 8        | -              | 3回戦敗退 |
| 2015   | 甲府   | J1     | 13位     | 31       | 23       | 8        | 7        | 8        | 予選リーグ敗退 | ベスト16  |
| 2016   | 甲府   | J1     | 14位     | 31       | 34       | 7        | 10       | 17       | 予選リーグ敗退 | 2回戦敗退 |
| 総通算 | 総通算 | 総通算 | -        | -        | 87       | 25       | 22       | 40       | -              | -         |

- 2007年、2011年は8月、2015年は5月13日以降の成績（順位は最終順位）。